# 匡汉晖
匡汉晖，华中农业大学园艺林学学院蔬菜系教授，主要从事植物抗病基因的基因组学、群体遗传学等方面的研究工作。入选中华人民共和国教育部2007年度"长江学者"特聘教授。